# Chocolate Starfish and the Hotdog Flavored Water
Chocolate Starfish and the Hotdog Flavored Water je třetí studiové album od americké nu metalové kapely Limp Bizkit. Deska se umístila na prvním místě Billboard 200 a prodala v prvním týdnu více než 1 milion kusů, čímž se stala nejrychleji prodávanou rock/metalovou nahrávkou všech dob. CD je ve Spojených státech certifikováno jako 6× platinové (více než 6 milionů prodaných kopií) a mezi nejprodávanějšími alby prvního desetiletí 21. století obsadilo 18. místo.
Chocolate Starfish and the Hotdog Flavored Water bylo kritiky přijímáno velmi rozporuplně. Na serveru Metacritic obdržela deska skóre 49 ze 100, ovšem figuruje v knize 1001 Albums You Must Hear Before You Die (1000 alb, které musíte slyšet, než zemřete).
Z nahrávky pochází celkem pět singlů: „My Generation", „Rollin' (Air Raid Vehicle)", „Take A Look Around", „Boiler", a „My Way". Píseň „Take A Look Around" je obsažen v soundtracku k filmu Mission: Impossible II a song „Rollin' (Air Raid Vehicle)" se probil na první místo britské UK Singles Chart.

## Seznam skladeb
1. „Intro" – 1:18
2. „Hot Dog" – 3:50
3. „My Generation" – 3:41
4. „Full Nelson" – 4:07
5. „My Way" – 4:32
6. „Rollin' (Air Raid Vehicle)" – 3:33
7. „Livin' It Up" – 4:24
8. „The One" – 5:43
9. „Getcha Groove On" (hostuje Xzibit) – 4:29
10. „Take a Look Around" – 5:21
11. „It'll Be OK" – 5:06
12. „Boiler" – 7:00
13. „Hold On" (hostuje Scott Weiland) – 5:47
14. „Rollin' (Urban Assault Vehicle)" (hostuje DMX, Method Man a Redman) – 6:22
15. „Outro" – 9:49

## Hitparády

### Album
| Hitparáda (2000)         | Umístění |
| ------------------------ | -------- |
| Canadian Albums Chart    | 1        |
| U.S. Billboard 200       | 1        |
| U.S. Top Internet Albums | 1        |
| Austrálie (ARIA)         | 1        |
| UK Albums Chart          | 1        |
| Německo                  | 1        |
| Finsko                   | 2        |

### Singly
| Rok  | Singl                        | Hitparáda              | Umístění |
| ---- | ---------------------------- | ---------------------- | -------- |
| 2000 | "My Generation"              | Mainstream Rock Tracks | 33       |
| 2000 | "My Generation"              | Modern Rock Tracks     | 18       |
| 2000 | „Rollin' (Air Raid Vehicle)" | Mainstream Rock Tracks | 10       |
| 2000 | „Rollin' (Air Raid Vehicle)" | Modern Rock Tracks     | 4        |
| 2000 | „Rollin' (Air Raid Vehicle)" | Rhythmic Top 40        | 38       |
| 2000 | „Rollin' (Air Raid Vehicle)" | Billboard Hot 100      | 65       |
| 2000 | „Take a Look Around"         | Mainstream Rock Tracks | 15       |
| 2000 | „Take a Look Around"         | Modern Rock Tracks     | 8        |
| 2001 | „My Way"                     | Mainstream Rock Tracks | 4        |
| 2001 | „My Way"                     | Modern Rock Tracks     | 3        |
| 2001 | „My Way"                     | Billboard Hot 100      | 75       |
| 2001 | „My Way"                     | Top 40 Mainstream      | 40       |
| 2001 | "Boiler"                     | Mainstream Rock Tracks | 30       |

## Obsazení
- Limp Bizkit
  - Sam Rivers – baskytara
  - Fred Durst – zpěv
  - DJ Lethal – mixážní pult
  - John Otto – bicí
  - Wes Borland – elektrická kytara

Produkce
- Eve Butler – vedoucí produkce
- Vlado Mellior – mastering